# Figueruela de Arriba (kommun)
Figueruela de Arriba är en kommun i Spanien.   Den ligger i provinsen Provincia de Zamora och regionen Kastilien och Leon, i den nordvästra delen av landet, 280 km nordväst om huvudstaden Madrid. Antalet invånare är 419. Arean är 153 kvadratkilometer.
Terrängen i Figueruela de Arriba är kuperad åt nordväst, men åt sydost är den platt.